# Męczennicy palestyńscy
Męczennicy palestyńscy – grupa męczenników wczesnochrześcijańskich, zamordowanych za wiarę w IV wieku za panowania cesarza Dioklecjana. 
Informacji o męczennikach dostarczył historyk kościelny Euzebiusz z Cezarei. Nieznana jest dokładna ich liczba. Wiadomo, ze większość z nich pochodziła z Gazy, ale byli wśród nich też chrześcijaninie z innych stron. Wykonawcą wyroku był zarządca Firmilian. Historyk Euzebiusz w swojej relacji wymienia z imienia czterech męczenników. Byli to:
- Peleusz - biskup z Egiptu,
- Nil - biskup z Egiptu,
- Eliasz - laik
- Patermucjusz - laik

Firmilian kazał im wyrwać jedno oko oraz ścięgno w lewej nodze. Podzieliwszy ich na grupy, porozsyłał ich potem na wygnanie do Libanu oraz na Cypr. Tych, których osadził w kopalni miedzi, postanowił pozbawić ponadto przywódców. Za takich uznał przede wszystkim Peleusza i Nila, biskupów z Egiptu, jednego kapłana oraz laika Patermucjusza.
Wedle poszerzonej wersji tekstu Euzebiusza, znalazł się w tej gromadce także Eliasz, ale i on miał być laikiem. Wszyscy wymienieni zginęli w ogniu. 
Wspomnienie Euzebiusza przeszło do martyrologiów łacińskich. Wszystkich wymienionych Ado z Vienne umieścił w Martyrologium pod dniem 19 września